# Myzostoma pluvinar
Myzostoma pluvinar is een ringworm uit de familie Myzostomatidae.
Myzostoma pluvinar werd in 1884 voor het eerst wetenschappelijk beschreven door von Graff.